# Telefon sa slušalicom od jastoga
Telefon sa slušalicom od jastoga (francuski: Téléphone-homard) je nadrealistički objekt koji je 1936. napravio Salvador Dalí u suradnji s Edwardom Jamesom. Tema za objekt razjašnjena je u Dalíjevoj knjizi Tajni život gdje Dalí postavlja pitanje zašto, kada bi u restoranu naručio jastoga, nikad nije dobio telefon.
Ova kompozicija sastoji se od pravog i ispravnog telefona i jastoga napravljenog od žbuke. Dimenzije objekta su otprilike 15 x 30 x 17 cm.
Dalí je ovaj objekt stvorio s ciljem da jastogove genitalije budu spojene na žicu i na kraj slušalice tako da bi onaj tko priča na telefon svoja usta morao prisloniti uz jastogove genitalije i pričati u njih. 
Postoje četiri kopije kipa u boji i šest kopija u bijeloj boji, a original se čuva u Muzeju Boymans-van Beuningen u Rotterdamu.